# Cheryl A. Grgurinovic
Cheryl A. Grgurinovic ( n. 1953) es una micólogo, y botánico australiana, que posee experiencia en investigaciones de biodiversidad, gestión y política. Ha trabajado en biodiversidad vegetal de Queensland, la vegetación y los factores que afectan la gestión y el mantenimiento de la biodiversidad y los valores ambientales, y tiene experiencia en gestión de programas y proyectos de biodiversidad. Es actualmente Directora de Biodiversidad y Ciencias de Ecosistemas, del Departamento de Ambiente y Recursos Naturales.

## Algunas publicaciones

### Libros
- cheryl a. Grgurinovic. 2003. The Genus Mycena in South-Eastern Australia. 9. Fungal Diversity Press/Australian Biological Resources Study. p. 178. ISBN 9789628676521

- ---------------------------------. 1997. The Genus Mycena in South-eastern Australia: A Taxonomic, Phylogenetic and Bioclimatic Study of Some Sections. Editor Univ. of New South Wales, 1.040 pp.

- ---------------------------------. 1997. Larger fungi of South Australia. Handbook of the flora and fauna of S. Australia. Editor Botanic Gardens of Adelaide and State Herbarium, 725 pp. ISBN 0730807371

- ---------------------------------. 1996. Fungi of Australia. 413 pp.

- ---------------------------------. 1990. Survey on the Need for Non-English Publications: Final Report and Recommendations, June 1990. Editor NSW Agriculture & Fisheries, 70 pp.

- La abreviatura «Grgur.» se emplea para indicar a Cheryl A. Grgurinovic como autoridad en la descripción y clasificación científica de los vegetales.[1]